# 堀內公園站
堀內公園站（日语：／ Horiuchi-Kōen eki */?）是一個位於日本愛知縣安城市堀內町前山，屬於名古屋鐵道西尾線的鐵路車站。車站編號為GN04。

## 車站結構
側式月台1面1線的地面車站。

### 月台配置
| 路線   | 方向 | 目的地                 |
| ------ | ---- | ---------------------- |
| 西尾線 | 下行 | 西尾、吉良吉田方向     |
| 西尾線 | 上行 | 新安城、名鐵名古屋方向 |

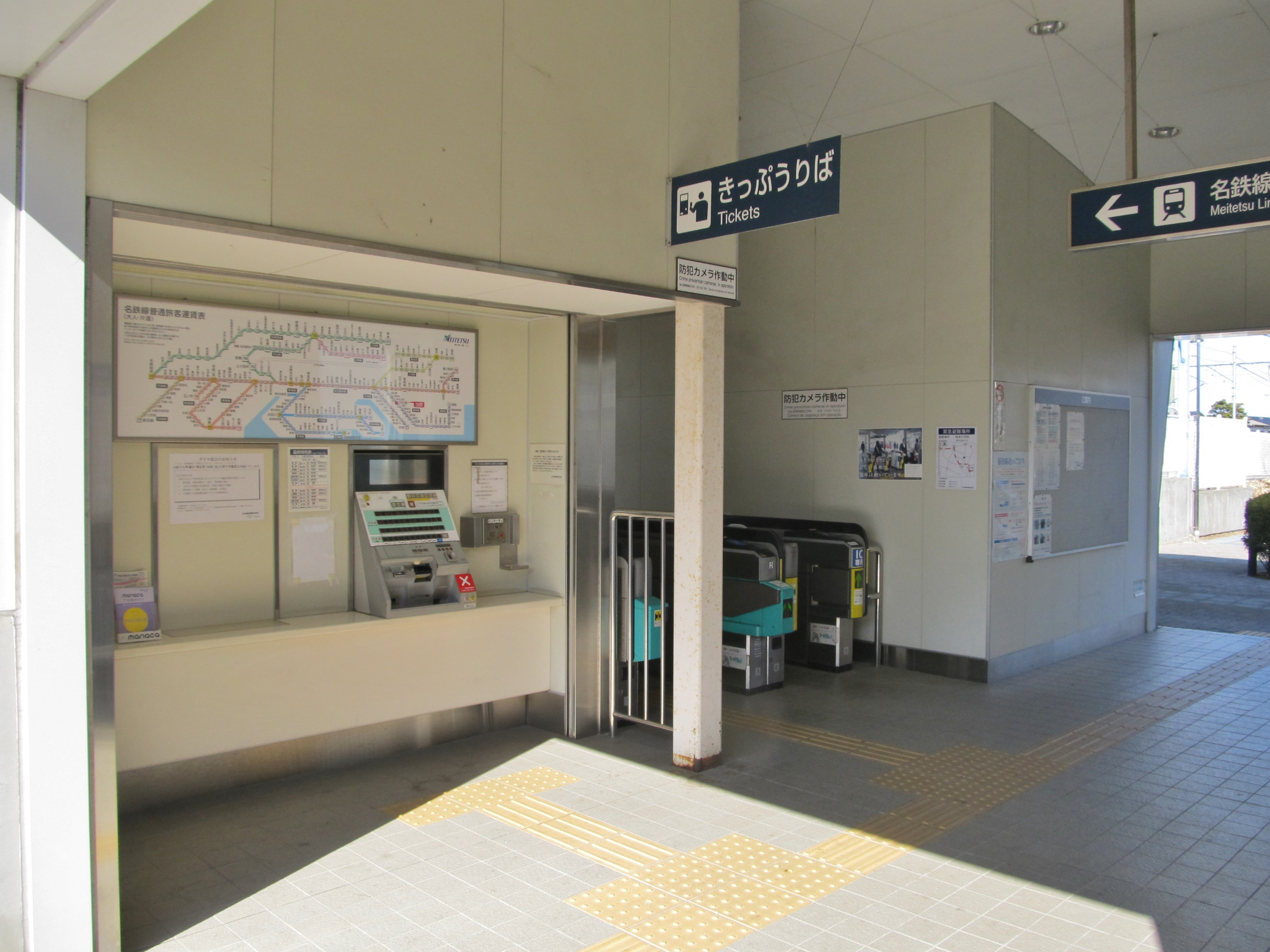
閘口
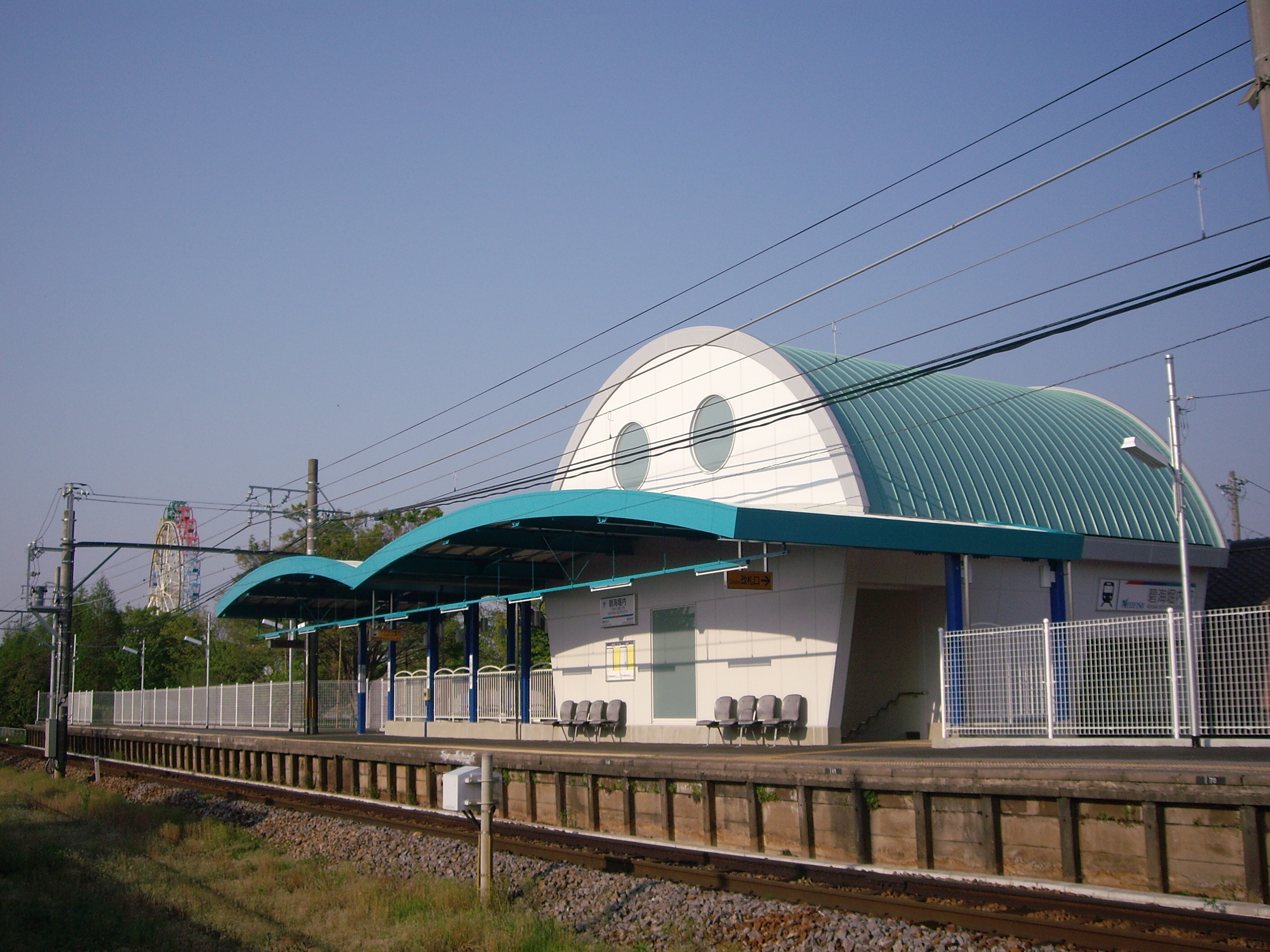
月台
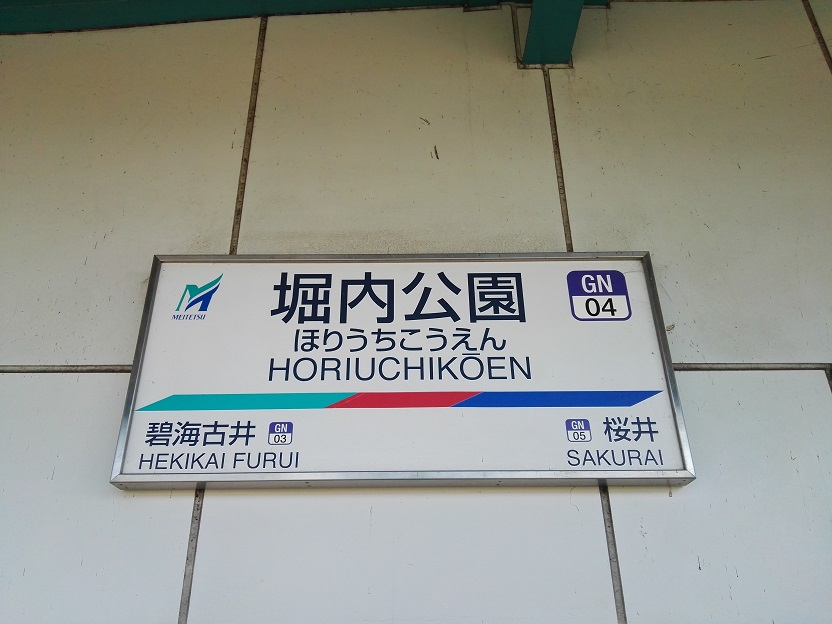
站名牌

### 配線圖
| ← 新安城、 名古屋方向 | 堀內公園站 構內配線略圖 | → 西尾、 吉良吉田方向 |
| 图例 参考文献：       |                         |                       |

## 使用情況
| 年度   | 1日平均 上下車人次 |
| ------ | ------------------ |
| 2007年 | 351                |
| 2008年 | 438                |
| 2009年 | 393                |
| 2010年 | 389                |
| 2011年 | 427                |
| 2012年 | 473                |
| 2013年 | 486                |
| 2014年 | 469                |
| 2015年 | 497                |
| 2016年 | 470                |
| 2017年 | 479                |
| 2018年 | 492                |

## 相鄰車站
名古屋鐵道
 西尾線
■特急、■急行
通過
■普通
碧海古井（GN03）－堀內公園（GN04）－櫻井（GN05）

## 外部連結
- 堀內公園 - 名古屋鐵道